# Телевизионная синдикация
Телевизионная синдикация (англ. Broadcast syndication) — продажа права показа одних и тех же телевизионных передач сразу нескольким вещателям. Это распространённая в США и в некоторых других странах мира система показа телевизионного контента, в том числе телесериалов, развлекательных шоу, ток-шоу и так далее.
Проекты, идущие в синдикации, продаются студиями-производителями местным телекомпаниям-партнёрам для трансляции в основном вне прайм-тайма. Цена того или иного сериала при синдикации определяется его популярностью в повторах и рейтингами оригинальной премьеры эпизодов. Именно синдикация — продажа прав на показ передач каналам — является главным доходом для производителей контента. Кроме того, многие зарубежные телеканалы в целях экономии и привлечения большей аудитории покупают права на показ американских программ, нежели производят свои шоу.
Синдикация зародилась в США в шестидесятых и стала особенно успешна в восьмидесятых и девяностых, когда не только повторы сериала «Даллас» и ситкомов NBC, но и сразу сделанные для синдикации шоу, такие как «Звёздный путь: Следующее поколение» и «Спасатели Малибу», имели высокие рейтинги, часто превосходя по цифрам шоу большой тройки главных каналов.